# Live 2015
Albums de Calogero
Les Feux d'artifice
(2014) Liberté chérie
(2017)
Live 2015 est le troisième album enregistré en public de Calogero, enregistré en 2015 dans la salle bruxelloise de Forest National, lors de sa tournée suivant l'album Les Feux d'artifice et paru le 27 novembre 2015.  Il est disponible en double CD, en DVD, en blu-ray et en double CD et DVD. La vidéo est réalisée par Ybao Benedetti.

## Liste des titres

### CD 1
| 1.  | Introduction : Les Feux d'artifice |                               | Calogero - Gioacchino | 0:46 |
| 2.  | Fidèle                             | Calogero - Christophe Cirillo | Calogero              | 3:34 |
| 3.  | Pomme C                            | Zazie                         | Calogero - Gioacchino | 3:19 |
| 4.  | La Bourgeoisie des sensations      | Pierre Lapointe               | Calogero              | 3:57 |
| 5.  | Prendre racine                     | Patrice Guirao                | Calogero - Gioacchino | 4:57 |
| 6.  | Conduire en Angleterre             | Paul École                    | Calogero              | 4:01 |
| 7.  | Avant toi                          | Alex Beaupain                 | Calogero - Gioacchino | 4:08 |
| 8.  | Le Portrait                        | Paul École                    | Calogero - Gioacchino | 3:58 |
| 9.  | La Fin de la fin du monde          | Dominique A                   | Calogero              | 4:42 |
| 10. | J'ai le droit aussi                | Marie Bastide                 | Calogero              | 3:45 |
| 11. | L'Éclipse                          | Marie Bastide                 | Calogero              | 5:42 |
| 12. | Le Soldat                          | Marie Bastide                 | Calogero              | 4:57 |
| 13. | Drôle d'animal                     | Zazie                         | Calogero              | 3:53 |
| 14. | Danser encore                      | Zazie                         | Calogero              | 4:45 |
| 15. | C'est dit                          | Jean-Jacques Goldman          | Calogero              | 3:26 |
| 16. | Passage des cyclones               | Dominique A                   | Calogero - Gioacchino | 5:02 |
| 17. | Nathan                             | Marc Lavoine                  | Calogero              | 4:38 |

### CD 2
| No  | Titre                               | Paroles                         | Musique               | Durée |
| --- | ----------------------------------- | ------------------------------- | --------------------- | ----- |
| 1.  | Le monde moderne                    | Marie Bastide                   | Calogero              | 3:37  |
| 2.  | Elle me manque déjà                 | Dominique A                     | Calogero              | 3:43  |
| 3.  | Midnight Express                    |                                 | Giorgio G. Moroder    | 1:27  |
| 4.  | Aussi libre que moi                 | Alana Filippi - Lionel Florence | Calogero              | 5:55  |
| 5.  | Face à la mer                       | Passi - Alana Filippi           | Calogero - Gioacchino | 4:35  |
| 6.  | En apesanteur                       | Alana Filippi                   | Calogero - Gioacchino | 5:45  |
| 7.  | Un jour au mauvais endroit          | Marie Bastide                   | Calogero              | 7:03  |
| 8.  | Si seulement je pouvais lui manquer | Michel Jourdan - Julie d'Aimé   | Calogero - Gioacchino | 4:26  |
| 9.  | Yalla                               | Lionel Florence                 | Calogero              | 5:32  |
| 10. | Les Feux d'artifice                 | Paul École                      | Calogero - Gioacchino | 11:28 |

## Bonus du DVD
1. Drôle d'animal (made at home)
2. Le Portrait (made at home)
3. Un jour au mauvais endroit (enregistré à Grenoble, le 12 janvier 2015, avec les élèves du collège Pablo Picasso d'Échirolles)
4. Passage des cyclones (acoustique et live)

## Classements
| Pays                   | Meilleure position | Entrée           | Sortie           |
| ---------------------- | ------------------ | ---------------- | ---------------- |
| France                 | 23                 | 12 décembre 2015 | toujours classé  |
| Belgique (Francophone) | 12                 | 12 décembre 2015 | toujours classé  |
| Suisse                 | 72                 | 13 décembre 2015 | 13 décembre 2015 |